# FNaF World
FNaF World — компьютерная игра в жанре RPG от разработчика Скотта Коутона, являющаяся первым спин-оффом к серии игр Five Nights at Freddy’s. Игра вышла 21 января 2016 года для Windows и Android.

## Сюжет
Действие разворачивается в Стране Аниматроников, где живут главные герои. С помощью игрока они должны победить незванных гостей которые стали разрушать их окрестности. На пути у них стоят злобные монстры — АвтоЧиппер, Прыгун, Мальчик с бровями, Поркпатч, Бубба и Охранная система. Сюжет и концовка зависят от действий игрока. При прохождении сюжета, можно найти моменты, в которых игра преобразовывается в загадочную, а иногда и страшную бродилку. Таких моментов в игре много, однако их нужно найти, запустив цепь определённых событий. Игроку придётся навести порядок в стране, найти объекты с глюками и устранить их, зайдя в другое, альтернативное измерение. А также собрать все байты и чипы.

## Игровой процесс
Вам предстоит создать собственную команду, используя огромный выбор персонажей из вселенной FNaF. По пути будут попадаться разные враги, с которыми нужно будет сражаться, и получать опыт и деньги. Игра имеет два режима — Adventure (рус. «Приключение») и Fixed Party (рус. «Зафиксированная команда»).
В adventure-режиме вы будете иметь возможность менять состав своей команд во время игры. В начале игры игрок может составлять команду только из персонажей из FNaF (кроме Золотого Фредди и Эндо-01) и FNaF 2 (только игрушечные аниматроники без Балун Боя, JJ и Марионетки). В Fixed Party выбора для составления команды больше (помимо вышеупомянутых можно взять в команду Балун Боя, JJ, любого из фантомов и Повреждённого Бонни), но потом не может менять состав команды до самого конца игры. Иногда, сразу после победы над врагами или побега от них, появляется сообщение «A NEW CHALLENGER HAS APPEARED», после чего начинается битва со случайным потенциально играбельным персонажем. В случае победы он присоединится к команде игрока.